# 21. Golden Globe-gála
A 21. Golden Globe-gálára 1964. március 11-én került sor, az 1963-ban mozikba, vagy képernyőkre került amerikai filmeket, illetve televíziós sorozatokat díjazó rendezvényt a kaliforniai Beverly Hillsben, a Beverly Hilton Hotelben tartották meg.
A 21. Golden Globe-gálán Joseph E. Levine vehette át a Cecil B. DeMille-életműdíjat.

## Filmes díjak
A nyertesek félkövérrel jelölve.
| Legjobb filmes díjak | Legjobb filmes díjak |
| Legjobb filmdráma | Legjobb vígjáték vagy zenés film |
| --- | --- |
| - The Cardinal - Amerika, Amerika - Captain Newman, M.D. - The Caretakers - Kleopátra - A nagy szökés - Hud - Nézzétek a mező liliomait! | - Tom Jones - Irma, te édes - Under the Yum Yum Tree - Bye Bye Birdie - Bolond, bolond világ - A Ticklish Affair |
| Legjobb filmes alakítások (filmdráma) | |
| Színész | Színésznő |
| - Sidney Poitier – Nézzétek a mező liliomait! - Marlon Brando – A csúnya amerikai - Stathis Giallelis – Amerika, Amerika - Rex Harrison – Kleopátra - Steve McQueen – Szerelem a megfelelő idegennel - Paul Newman – Hud - Gregory Peck – Captain Newman, M.D. - Tom Tryon – The Cardinal                              | - Leslie Caron – Kiadó szoba - Polly Bergen – The Caretakers - Geraldine Page – Játék a padlásszobában - Rachel Roberts – Egy ember ára - Romy Schneider – The Cardinal - Alida Valli – El hombre de papel - Marina Vlady – Méhkirálynő - Natalie Wood – Szerelem a megfelelő idegennel |
| Legjobb filmes alakítások (vígjáték vagy zenés film) | |
| Színész | Színésznő |
| - Alberto Sordi – Il diavolo - Albert Finney – Tom Jones - James Garner – A kerékpáros kereskedők - Cary Grant – Amerikai fogócska - Jack Lemmon – Irma, te édes - Jack Lemmon – Under the Yum Yum Tree - Frank Sinatra – Come Blow Your Horn - Terry-Thomas – Egér a Holdon - Jonathan Winters – Bolond, bolond világ | - Shirley MacLaine – Irma, te édes - Ann-Margret – Bye Bye Birdie - Doris Day – Move Over, Darling - Audrey Hepburn – Amerikai fogócska - Hayley Mills – Summer Magic - Molly Picon – Come Blow Your Horn - Jill St. John – Come Blow Your Horn - Joanne Woodward – A New Kind of Love  |
| Legjobb mellékszereplők (filmdráma, vígjáték vagy zenés film) | |
| Színész | Színésznő |
| - John Huston – The Cardinal - Lee J. Cobb – Come Blow Your Horn - Bobby Darin – Captain Newman, M.D. - Melvyn Douglas – Hud - Hugh Griffith – Tom Jones - Paul Mann – Amerika, Amerika - Roddy McDowall – Kleopátra - Gregory Rozakis – Amerika, Amerika                                                              | - Margaret Rutherford – A fontos személyek - Diane Baker – A díj - Joan Greenwood – Tom Jones - Wendy Hiller – Toys in the Attic - Linda Marsh – Amerika, Amerika - Patricia Neal – Hud - Liselotte Pulver – A Global Affair - Lilia Skala – Nézzétek a mező liliomait!                 |
| Egyéb | |
| Legjobb rendező | |
| - Elia Kazan – Amerika, Amerika - Hall Bartlett – The Caretakers - George Englund – A csúnya amerikai - Joseph L. Mankiewicz – Kleopátra - Otto Preminger – The Cardinal - Tony Richardson – Tom Jones - Martin Ritt – Hud - Robert Wise – A ház hideg szíve                                                           | |

## Televíziós díjak
A nyertesek félkövérrel jelölve.
| Legjobb televíziós sorozatok | Legjobb televíziós sorozatok |
| Filmdráma | Vígjáték vagy zenés film |
| --- | --- |
| - The Richard Boone Show - Bonanza - The Defenders - The Eleventh Hour - Rawhide                                                                                      | - The Dick Van Dyke Show - The Beverly Hillbillies - The Bob Hope Show - The Jack Benny Show - The Red Skelton Show                                                  |
| Varieté | |
| - The Danny Kaye Show - The Andy Williams Show - The Garry Moore Show - The Judy Garland Show - The Tonight Show                                                      | |
| Legjobb alakítás televíziós sorozatban | |
| Színész | Színésznő |
| - Mickey Rooney – Mickey - Richard Boone – The Richard Boone Show - Jackie Gleason – The Jackie Gleason Show - Lorne Greene – Bonanza - E.G. Marshall – The Defenders | - Inger Stevens – The Farmer's Daughter - Shirley Booth – Hazel - Carolyn Jones – Burke's Law - Dorothy Loudon – The Garry Moore Show - Gloria Swanson – Burke's Law |

## Különdíjak

### Cecil B. DeMille-életműdíj
A Cecil B. DeMille-életműdíjat Joseph E. Levine vehette át.

### Miss/Mr.Golden Globe
- Linda Evans[4]

## Fordítás
Ez a szócikk részben vagy egészben  a(z)   21st Golden Globe Awards című angol Wikipédia-szócikk fordításán alapul.  Az eredeti cikk szerkesztőit annak laptörténete sorolja fel. Ez a jelzés csupán a megfogalmazás eredetét és a szerzői jogokat jelzi, nem szolgál a cikkben szereplő információk forrásmegjelöléseként.